# Segundo Gobierno Löfven
El Segundo Gobierno Löfven es el ejecutivo de Suecia nombrado el 21 de enero de 2019 por el primer ministro o ministro de Estado Stefan Löfven. Se trata de un ejecutivo de coalición entre el Partido Socialdemócrata y el Partido Verde, con el apoyo exterior de Partido del Centro, Partido de la Izquierda y los Liberales.
Stefan Löfven fue destituido como primer ministro el 21 de junio de 2021 tras perder una moción de censura. El 7 de julio, Stefan Löfven fue reelegido como primer ministro y su tercer gobierno se formó el 9 de junio.

## Composición
Leyenda de colores
     Partido Socialdemócrata
     Partido Verde
| Función                                   | Titular | Titular | Titular             | Partido |
| ----------------------------------------- | ------- | ------- | ------------------- | ------- |
| Primer ministro                           |         |         | Stefan Löfven       | SAP     |
| Vice primera ministra Ambiente y clima    |         |         | Isabella Lövin      | Verde   |
| Asuntos europeos                          |         |         | Hans Dahlgren       | SAP     |
| Justicia e inmigración                    |         |         | Morgan Johansson    | SAP     |
| Interior                                  |         |         | Mikael Damberg      | SAP     |
| Asuntos Exteriores                        |         |         | Margot Wallström    | SAP     |
| Comercio extranjero y cooperación nórdica |         |         | Ann Linde           | SAP     |
| Cooperación internacional                 |         |         | Peter Eriksson      | Verde   |
| Defensa                                   |         |         | Peter Hultqvist     | SAP     |
| Salud y asuntos sociales                  |         |         | Lena Hallengren     | SAP     |
| Previsión social                          |         |         | Annika Strandhäll   | SAP     |
| Finanzas                                  |         |         | Magdalena Andersson | SAP     |
| Mercados financieros y vivienda           |         |         | Para Bolund         | Verde   |
| Administración Pública y consumo          |         |         | Ardalan Shekarabi   | SAP     |
| Educación                                 |         |         | Anna Ekström        | SAP     |
| Educación superior e investigación        |         |         | Matilda Ernkrans    | SAP     |
| Empresa                                   |         |         | Ibrahim Baylan      | SAP     |
| Agricultaura y Asuntos rurales            |         |         | Jennie Nilsson      | SAP     |
| Cultura, democracia y deporte             |         |         | Amanda Lind         | Verde   |
| Trabajo                                   |         |         | Ylva Johansson      | SAP     |
| Igualdad                                  |         |         | Åsa Lindhagen       | Verde   |
| Infraestructuras                          |         |         | Tomas Eneroth       | SAP     |
| Energía y desarrollo digital              |         |         | Anders Ygeman       | SAP     |

## Otros proyectos
- Wikimedia Commons alberga una categoría multimedia sobre Segundo Gobierno Löfven.